# Clásica de San Sebastián 1989
La 9.º edición de la Clásica de San Sebastián se disputó el 12 de agosto de 1989, por un circuito por Guipúzcoa con inicio y final en San Sebastián, sobre un trazado de 244 kilómetros. La prueba perteneció a la Copa del Mundo.
El ganador de la carrera fue el austríaco Gerhard Zadrobilek (7 Eleven), que se impuso en solitario en la llegada a San Sebastián. El español Francisco Antequera (BH) y el suizo Tony Rominger (Chateau d'Ax) fueron segundo y tercero respectivamente.

## Clasificación final
| Posición | Ciclista              | Equipo       | Tiempo   |
| -------- | --------------------- | ------------ | -------- |
| 1        | Gerhard Zadrobilek    | 7 Eleven     | 6h24'10" |
| 2        | Francisco Antequera   | BH           | a 2'05"  |
| 3        | Tony Rominger         | Chateau d'Ax | s.t.     |
| 4        | Charly Mottet         | R.M.O.       | a 2'09"  |
| 5        | Jesús Rodríguez Magro | Reynolds     | s.t.     |
| 6        | Jean-Claude Leclercq  | Helvetia     | s.t.     |
| 7        | Gert-Jan Theunisse    | PDM-Ultima   | s.t.     |
| 8        | Andrew Hampsten       | 7 Eleven     | s.t.     |
| 9        | Juan Tomás Martínez   | Lotus-Zahor  | s.t.     |
| 10       | Julián Gorospe        | Reynolds     | s.t.     |